# Loquet
Pour les articles homonymes, voir Loquet (homonymie).

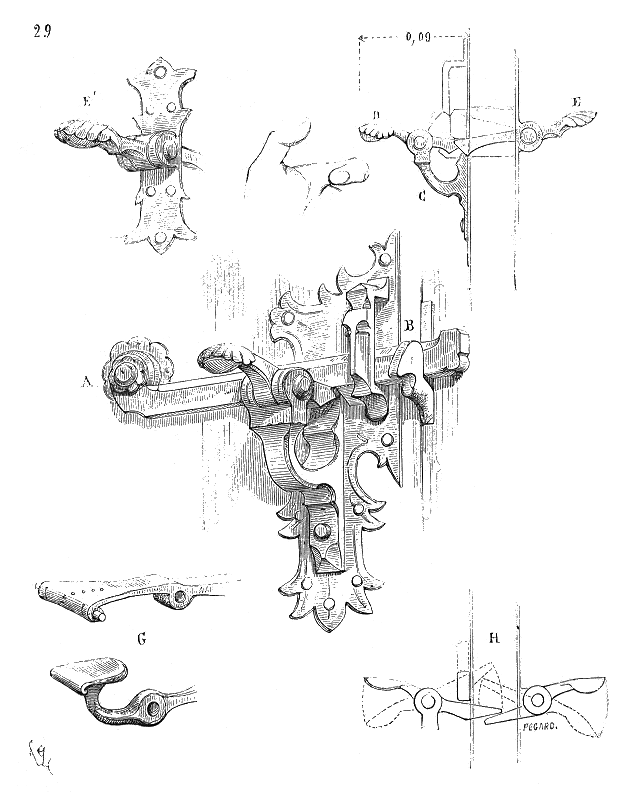
Loquet médiéval à battant ou fléau (Dictionnaire raisonné de l’architecture française du par Eugène Viollet-le-Duc). A : boulon servant de pivot au fléau ; B : mentonnet ; C : support du pouçoir intérieur ; D : pouçoir avec pied de biche ; E : pouçoir extérieur ; G : autres formes de pouçoirs ; H : autre montage à deux pouçoirs.

En serrurerie, un loquet ou un loqueteau est un assemblage de menues pièces de quincaillerie qui servent à fermer une porte lorsqu'elle n'a pas de serrure. Dans le domaine du matériel roulant ferroviaire, les loqueteaux sont des dispositifs permettant aux voyageurs d’actionner l’ouverture des portes.

## Typologie
À la fin du XVIIIe siècle, il existe différentes espèces de loquet :
- Loquet à vielle – composé d'une platine, d'une manivelle comme celle d'une vielle, et s'ouvre avec une clef ; il sert ordinairement à la fermeture des portes des lieux d'aisance[S 1].
- Loquet à boulon simple – composé d'un battant sur lequel est un bouton rond, d'un mantonnet et d'un crampon[S 1].
- Loquet à bascule - Loquet à boulon simple avec bascule et un bouton olive monté sur une tige à écrou[S 1].
- Loquet à poucier - Plus commun; il est composé d'un battant, d'un crampon, d'un poucier, d'une plaque, d'une poignée et d'un mantonnet[S 1].

## Loqueteau

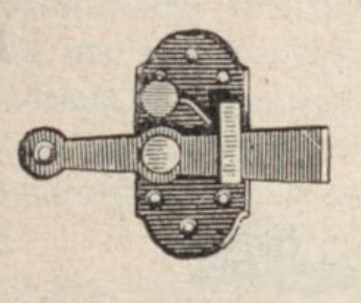
Loqueteau en fer.

Un loqueteau est lui une espèce de petit loquet composé d'un battant monté sur une platine, retenu dans un cramponnet, au-dessus duquel battant est un petit ressort à boudin - On en distingue de plusieurs sortes:
- Loqueteau à croissant blanchi - Plus simple; sa platine est évidée en croissant[S 1].
- Loqueteau à feuille - Platine de celui-ci est découpée en forme de feuille de persil - On en distingue de deux espèces: l'un est blanchi, et l'autre se nomme poussé, c'est-à-dire plus fort[S 1].
- Loqueteau à panache - Platine de celui-ci est découpée d'une feuille de plus que le précédent - Il en est de blanchis, et d'autres qui sont polis[S 1].
- Loqueteau à queue coudée - Celui-ci, dont le battant est debout et à mantonnet, porte par le bas une queue; il est ordinairement plus fort que les précédents, et sert à la fermeture des contre-vents - On le nomme aussi loqueteau grisé ou noirci y parce que la platine n'est point blanchie[S 1].

Les loqueteaux servent de fermeture et se placent aux endroits que l'on ne peut atteindre de la main, comme au haut des portes de remise, des contre-vents, des persiennes, des fenêtres et des châssis dans des vues de coutumes.

### Transports en commun

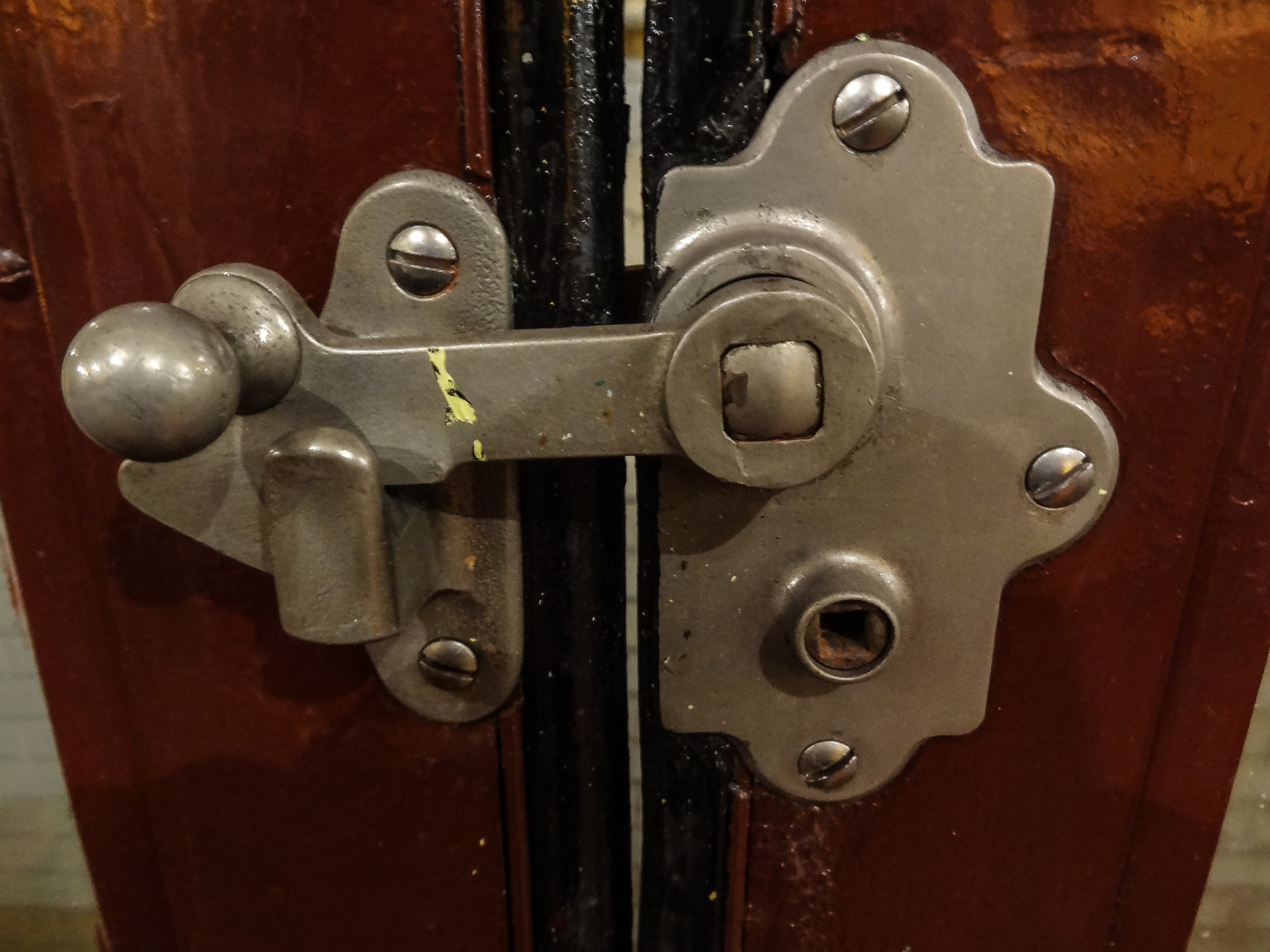
Loquet de rame Sprague-Thomson

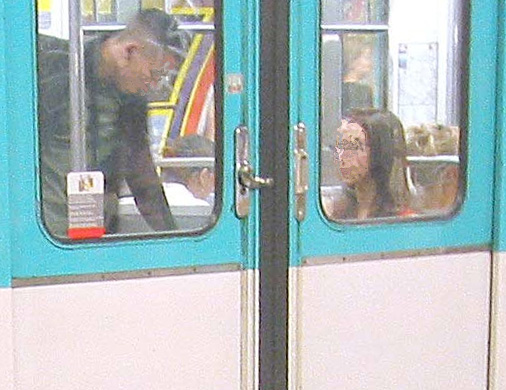
Loqueteau sur une rame de type MP 59 du métro de Paris.

En transport ferroviaire, le loqueteau est un dispositif que les usagers soulèvent pour actionner l’ouverture des portes d’une voiture. Il est nommé ainsi par analogie avec la pièce de serrurerie susdécrite. Ce système est toutefois tombé en désuétude à partir de la fin des années 1970, au profit de boutons-poussoirs — esthétiquement plus modernes — ou d’une ouverture automatique des portes. Toutefois, il subsiste encore quelques matériels dont les portes disposent de loqueteaux.
Le loqueteau est soulevé par plus de 500 000 personnes chaque jour[réf. nécessaire] dans le métro de Paris, sur les lignes 3, 3 bis, 6, 10, 11 et 12, pour débloquer l'ouverture des portes ; les matériels avec des portes à loqueteaux subsistants sont les MP 59, MF 67 et MP 73. Sur les MF 77, le loqueteau est remplacé par un bouton d’ouverture, de même que sur les MF 88 ; à partir des MP 89 toutefois, il n’existe plus aucun dispositif permettant aux voyageurs d’actionner l’ouverture des portes, celle-ci étant désormais automatique. Il existe également des loqueteaux sur les rames MPM 76 du métro de Marseille.
Pour les trains destinés à circuler sur le réseau ferré national, les seuls types avec loqueteaux subsistants sont les remorques VB 2N de la ligne N du Transilien, une caisse par rame sur 20 Z 5600 du RER C (ces caisses proviennent en fait de VB 2N réformées) sur le réseau d’Île-de-France Mobilités. Les VO 2N et VR 2N des TER Normandie, Centre-Val-de-Loire et Hauts-de-France possèdent également un type de loqueteau particulier.

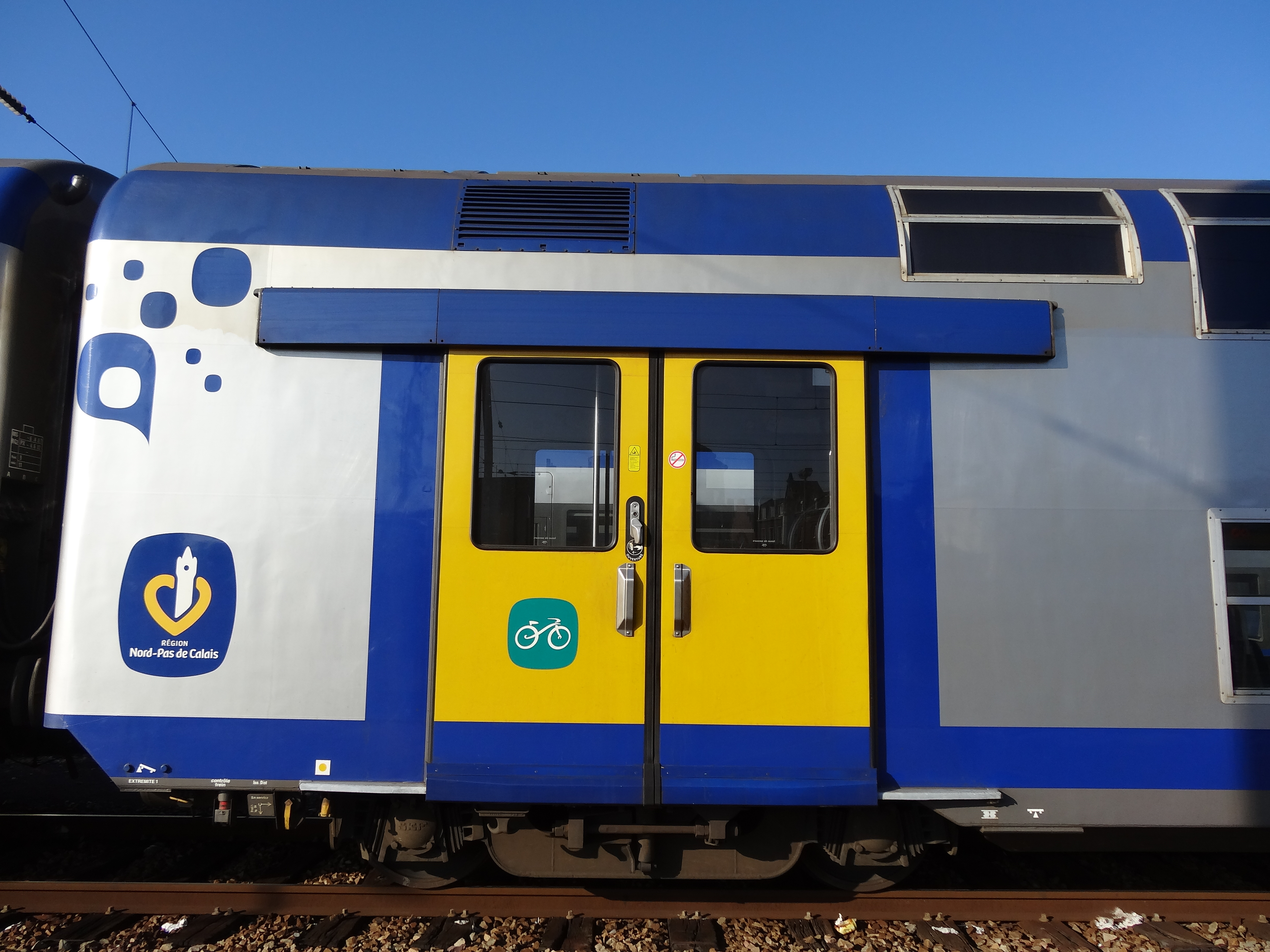
Portes de VR 2N de l’ex-TER Nord-Pas-de-Calais, vues en gare de Lens. On remarque le type de loqueteau particulier dont disposent ces voitures.

### Loqueteaux modernes

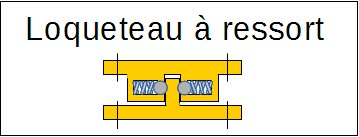
Schéma en coupe d'un loqueteau à billes.

En quincaillerie contemporaine, il est proposé divers mécanismes simples de fermeture et de verrouillage de portes de meuble basés sur une réinvention du système clinche-mentonnet. Le loqueteau d'ameublement peut se monter en applique ou à encastrer selon les modèles et les besoins.
On trouve notamment :
- loqueteau à billes : dispositif mécanique utilisant la pression de billes repoussées par un ressort pour le crochetage. Il est constitué d'un élément fixe, positionné sur le vanteau, ayant une forme adaptée au jeu des billes , et d'un élément mobile (doté de billes mobiles repoussées par un ressort et enchâssées dans un logement) fixé sur le dormant de l'huis. La pression exercée par le ressort sur chaque bille est réglable. Il est généralement installé sur le mobilier rustique et le corps est souvent composé en laiton ;

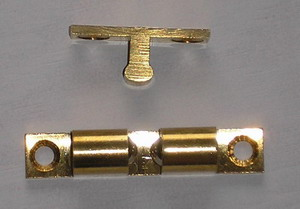
Loqueteau à billes en laiton.

- loqueteau à rouleaux : le rouleau, monté transversalement, remplace la bille du système précédent ;
- loqueteau à bascule : mécanisme fonctionnant grâce à un crochet et un ressort ;
- loqueteau à pression : dispositif permettant une ouverture et une fermeture de porte grâce à une simple pression sur cette dernière. Il permet de se passer de poignée en façade de meuble. Il est souvent utilisé pour les meubles modernes et épurés.
- loqueteau magnétique : constitué d'un aimant monté sur le dormant et d'une plaque ferromagnétique sur le vanteau (ou inversement). Le choix de la résistance de l'aimant dépend du poids de la porte ;
- loqueteau alsacien : constitué d'une tirette poussée pour verrouiller la porte.

## Galerie

Loquet à battant de porte et son mentonnet.
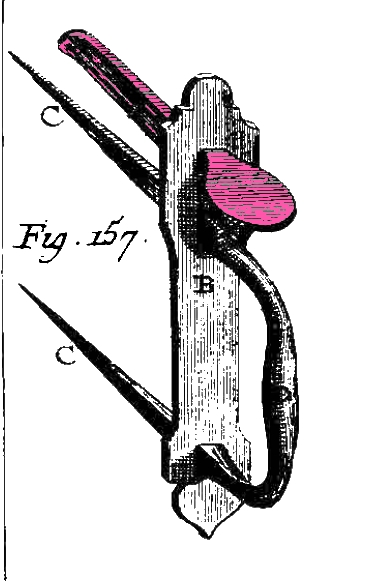
Un poucier traversant la porte et qui, par effet de levier, soulève le fléau pour le sortir du mentonnet et débloquer la porte  (Encyclopédie, ou Dictionnaire raisonné des sciences, des arts et des métiers).
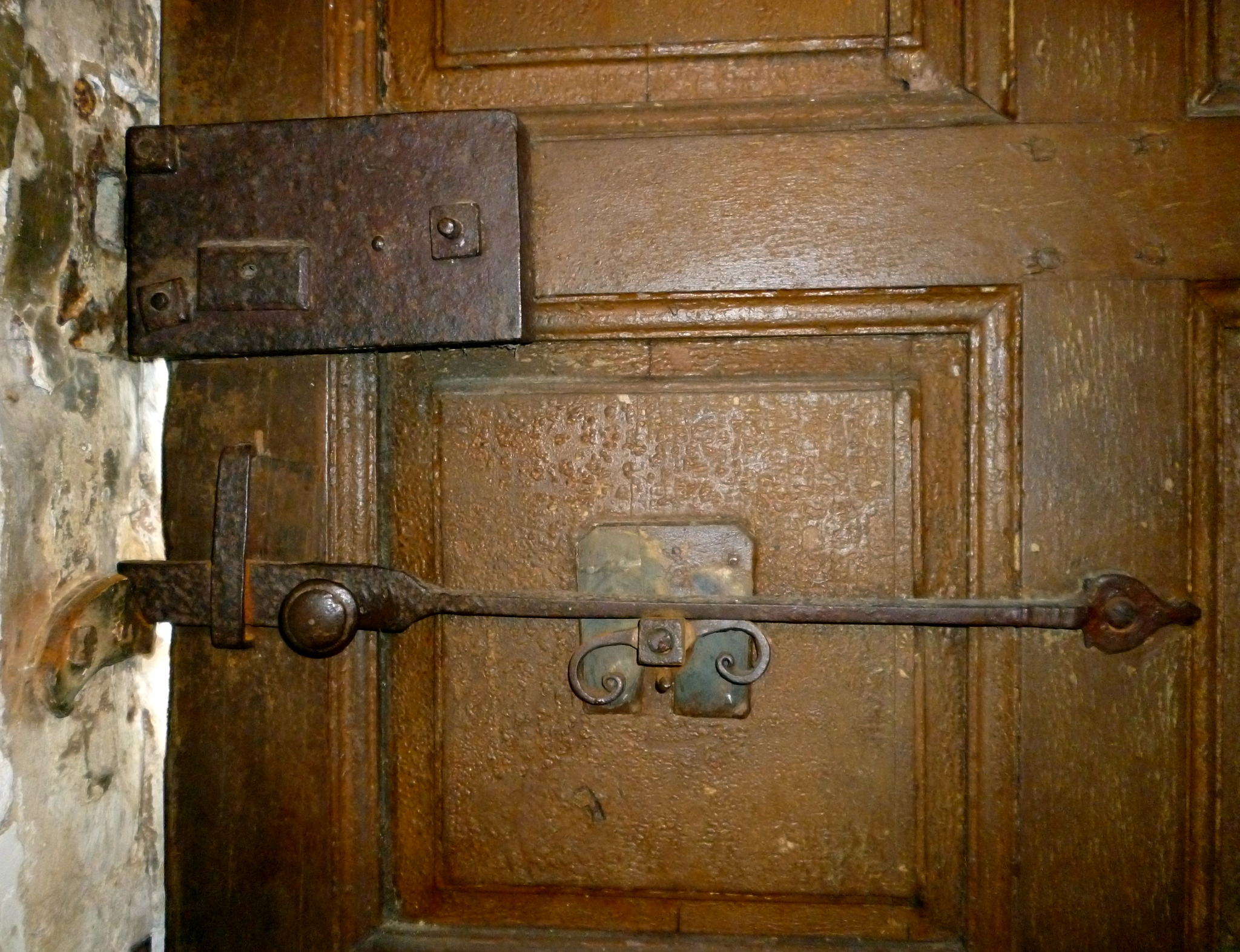
Loquet à battant d'une porte de l'église de Giverville (Eure).
Loquet en bois sur une porte de chambre à Norwichtown  (États-Unis). Une tirette en corde permet de relever le battant depuis l'extérieur.
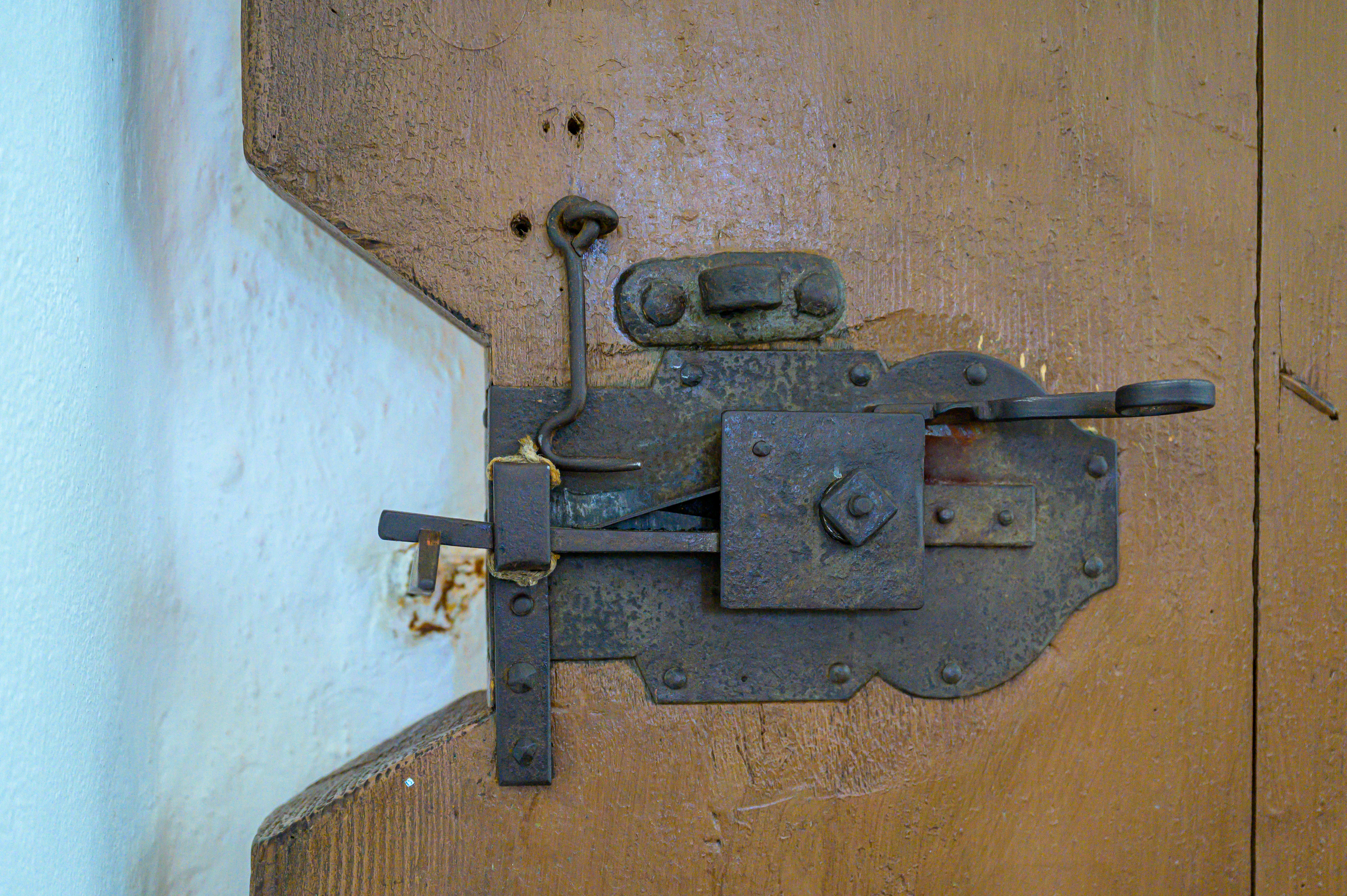
Loqueteau à ressort d'une porte de l'église Mariä Heimsuchung de Frauenstein à Molln, (Autriche).